# Стрекалов, Пётр Семёнович
Пётр Семёнович Стрекалов (1920—1997) — полковник Советской Армии, участник Великой Отечественной войны, Герой Советского Союза (1943).

## Биография
Пётр Стрекалов родился 17 октября 1920 года в селе Дубовое (ныне — Чаплыгинский район Липецкой области). После окончания средней школы и курсов электромонтёров проживал и работал сначала в посёлке Северная Грива, затем в посёлке Керва Шатурского района Московской области. В сентябре 1940 года Стрекалов был призван на службу в Рабоче-крестьянскую Красную Армию. С февраля 1943 года — на фронтах Великой Отечественной войны.
К сентябрю 1943 года гвардии старший сержант Пётр Стрекалов командовал миномётным отделением 30-го гвардейского воздушно-десантного полка 10-й гвардейской воздушно-десантной дивизии 37-й армии Степного фронта. Отличился во время битвы за Днепр. В конце сентября 1943 года отделение Стрекалова переправилось через Днепр в районе села Мишурин Лог Верхнеднепровского района Днепропетровской области Украинской ССР и приняло активное участие в боях за захват, удержание и расширение плацдарма на его западном берегу. Только 1-2 октября 1943 года оно отразило 23 немецкие контратаки, сам Стрекалов уничтожил около 120 солдат и офицеров противника. Находясь в разведке, Стрекалов во главе разведгруппы уничтожил охрану и обслугу немецкого миномёта, после взорвали его вместе со всем боезапасом.
Указом Президиума Верховного Совета СССР от 20 декабря 1943 года за «образцовое выполнение боевых заданий командования на фронте борьбы с немецкими захватчиками и проявленные при этом отвагу и геройство» гвардии старший сержант Пётр Стрекалов был удостоен высокого звания Героя Советского Союза с вручением ордена Ленина и медали «Золотая Звезда» за номером 3157.
В марте 1944 года Стрекалов окончил курсы парторгов-комсоргов батальонов. После окончания войны он продолжил службу в Советской Армии. В 1946 году он окончил курсы политсостава, в 1953 году — Военно-политическую академию имени В. И. Ленина. В феврале 1968 года в звании подполковника Стрекалов был уволен в запас, позднее ему было присвоено звание полковника запаса. Проживал и работал в Гомеле, после распада СССР переехал в город Железногорск Курской области. 
Умер 24 сентября 1997 года, похоронен на железногорском кладбище «Большой Дуб».

## Награды
Указом Президиума Верховного Совета СССР от 20 декабря 1943 года за «образцовое выполнение боевых заданий командования на фронте борьбы с немецкими захватчиками и проявленные при этом отвагу и геройство» гвардии старший сержант Пётр Стрекалов был удостоен высокого звания Героя Советского Союза с вручением ордена Ленина и медали «Золотая Звезда» за номером 3157.
Был также награждён орденами Отечественной войны I и II степеней, орденом Красной Звезды и рядом медалей.
Почётный гражданин Шатурского района.

## Память
- На здании школы в селе Дубовое и в городе Железногорске установлены мемориальные доски в честь Героя.
- Стела в честь П. С. Стрекалова установлена на Аллее Героев в Гомеле (ул. Советская)[2][3].